# Municipio de Lockport (Míchigan)
El municipio de Lockport (en inglés, Lockport Township) es un municipio del condado de St. Joseph, Míchigan, Estados Unidos. Tiene una población estimada, a mediados de 2022, de 3748 habitantes.

## Geografía
Está ubicado en las coordenadas 41°56′14″N 85°34′48″O / 41.93722, -85.58000 (41.937216, -85.580002). Según la Oficina del Censo de los Estados Unidos, tiene una superficie total de 78.5 km², de la cual 73.7 km² corresponden a tierra firme y 4.8 km² son agua.

## Demografía
Según el censo de 2020, en ese momento había 3729 personas residiendo en la zona. La densidad de población era de 50.6 hab./km². El 86.65 % de los habitantes eran blancos, el 4.56 % eran afroamericanos, el 0.32 % eran amerindios, el 0.99 % eran asiáticos, el 0.05 % eran isleños del Pacífico, el 1.88 % eran de otras razas y el 5.55 % eran de una mezcla de razas. Del total de la población, el 3.65 % eran hispanos o latinos de cualquier raza.